# Lewis-küllő
A Lewis-küllő (Melanerpes lewis) a madarak (Aves) osztályának harkályalakúak (Piciformes) rendjébe, ezen belül a harkályfélék (Picidae) családjába tartozó faj.

## Előfordulása
Kanada és az Amerikai Egyesült Államok nyugati, valamint Mexikó északi részén honos.

## Megjelenése
Testhossza 26–28 centiméter, szárnyfesztávolsága 49–52 centiméter, testtömege pedig 88–140 gramm.
|  |

## Szaporodása
Fészekalja 5-9 tojásból áll.